# Schweizer Filmpreis/Bester Abschlussfilm

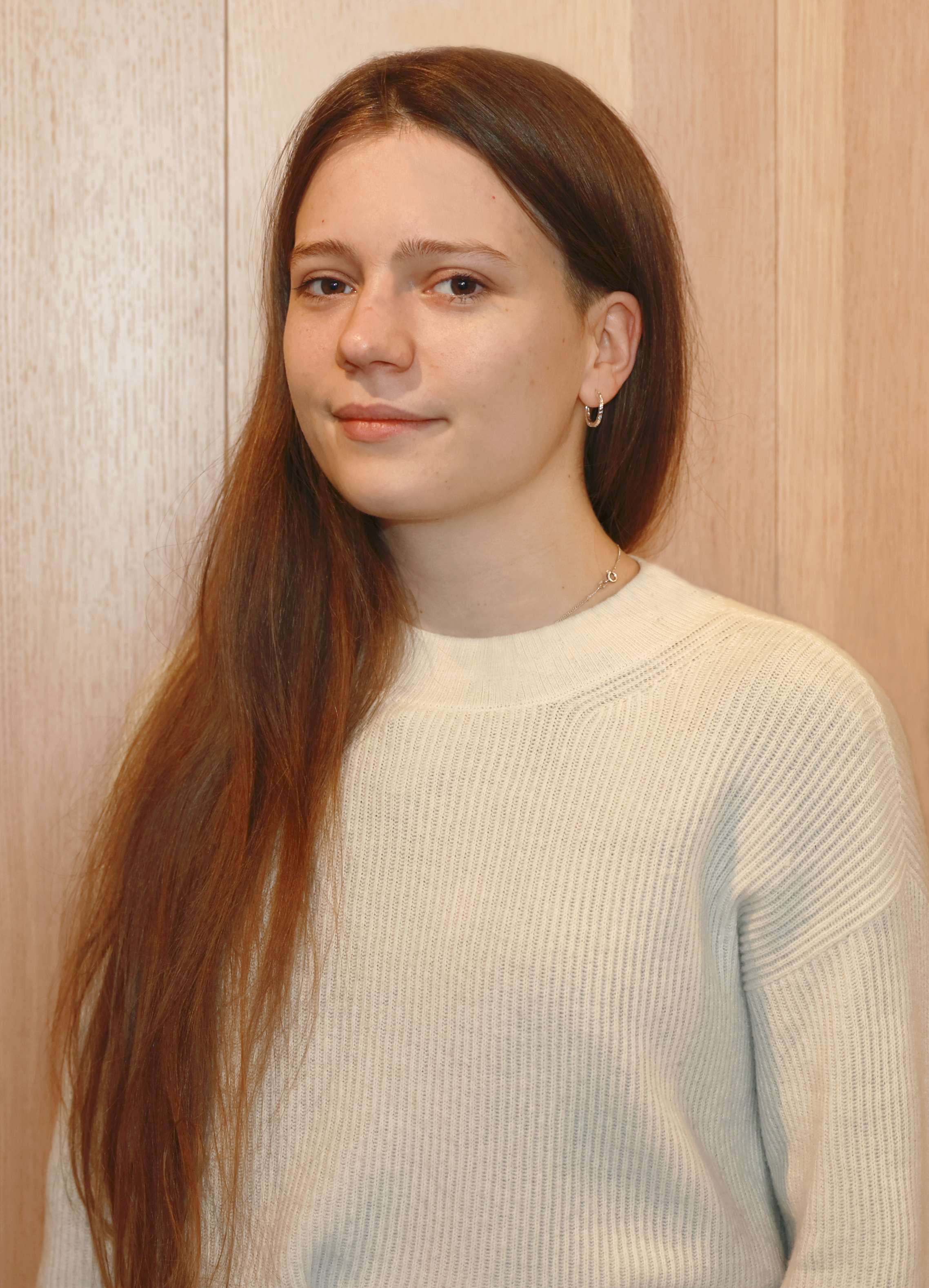
Regisseurin Morgane Frund, Gewinnerin 2023

Sämtliche Gewinner des Schweizer Filmpreises in der Kategorie Bester Abschlussfilm werden hier aufgelistet. Der Preis wurde das erste Mal im März 2016 verliehen.
| Jahr | Preisträger                      | für den Film              | Nominierungen |
| ---- | -------------------------------- | ------------------------- | --- |
| 2016 | Frederic Siegel                  | Ruben Leaves              | Delia Schiltknecht für Procedere Atefeh Yarmohammadi für Une histoire simple, la mienne, la tienne et celle de M.        |
| 2017 | Norbert Kottmann Dennis Stauffer | Digital Immigrants        | Etienne Kompis und Fela Bellotto für Hypertrain Manuela Leuenberger, Veronica L. Montaño und Lukas Suter für Ivan's Need |
| 2019 | Wendy Pillonel                   | Les Heures-Encre          | Lisa Gertsch für Fast Alles Andreas Muggli für Hamama & Caluna                                                           |
| 2020 | Aurelio Buchwalder               | Isola                     | Lasse Linder für Nachts sind alle Katzen grau Julietta Korbel für Still Working                                          |
| 2021 | Thaïs Odermatt                   | Amazonen einer Grossstadt | Agnese Làposi für Alma Nell Branco Jelena Vujović für Bićemo Najbolji                                                    |
| 2022 | Julia Furer                      | Love Will Come Later      | Rokhaya Marieme Balde für À la recherche d’Aline Keerthigan Sivakumar für Doosra Coline Confort für Impériale            |
| 2023 | Morgane Frund                    | Ours                      | Matthias Sahli und Immanuel Esser für Der Molchkongress Matthias Joulaud und Lucien Roux für Ramboy                      |
| 2024 | Nathalie Berger                  | Chagrin Valley            | Noémi Knobil, Elina Huber, Sven Bachmann und Jill Vágner für Crevette Lisa Gertsch für Electric Fields                   |
| 2025 | Mégane Brügger                   | Maman danse               | Aulona Selmani für And the Wind Weeps Carlo Kohal für Vracht                                                             |